# West Indies Cricket Team in Pakistan in der Saison 1980/81
Die Tour des West Indies Cricket Teams nach Pakistan in der Saison 1980/81 fand vom 21. November 1980 bis zum 4. Januar 1981 statt. Die internationale Cricket-Tour war Bestandteil der Internationalen Cricket-Saison 1980/81 und umfasste vier Tests und drei ODIs. Die West Indies gewannen die Test-Serie 1–0 und die ODI-Serie 3–0.

## Vorgeschichte
Für beide Mannschaften ist es die erste Tour der Saison.
Das letzte Aufeinandertreffen der beiden Mannschaften bei einer Tour fand in der Saison 1976/77 in den West Indies statt.

## Stadien
Die folgenden Stadien wurden für die Tour als Austragungsort vorgesehen.
| Stadion                  | Stadt      | Kapazität | Spiele          |
| ------------------------ | ---------- | --------- | --------------- |
| Iqbal Stadium            | Faisalabad | 18.000    | 2. Test         |
| National Stadium         | Karachi    | 34.228    | 3. Test; 1. ODI |
| Gaddafi Stadium          | Lahore     | 60.000    | 1. Test; 3. ODI |
| Ibn-e-Qasim Bagh Stadium | Multan     | 18.000    | 4. Test         |
| Jinnah Stadium           | Sialkot    | 18.000    | 2. ODI          |

## Kaderlisten
Die Kaderlisten wurden vor der Tour bekanntgegeben.
| Test | Test | ODI | ODI |
| Pakistan | West Indies | Pakistan | West Indies |
| --- | --- | --- | --- |
| - Abdul Razzaq - Ijaz Faqih - Imran Khan - Iqbal Qasim - Javed Miandad - Majid Khan - Mansoor Akhtar - Mohammad Nazir - Sadiq Mohammad - Sarfraz Nawaz - Shafiq Ahmed - Sikander Bakht - Taslim Arif - Wasim Bari - Wasim Raja - Zaheer Abbas | - Faoud Bacchus - Sylvester Clarke - Colin Croft - Joel Garner - Larry Gomes - Desmond Haynes - Alvin Kallicharran - Clive Lloyd - Malcolm Marshall - Junior Murray - Rangy Nanan - Viv Richards | - Ashraf Ali - Ijaz Faqih - Imran Khan - Iqbal Qasim - Javed Miandad - Majid Khan - Mansoor Akhtar - Mohammad Nazir - Mudassar Nazar - Rashid Khan - Sadiq Mohammad - Saleem Pervez - Sarfraz Nawaz - Sikander Bakht - Tahir Naqqash - Taslim Arif - Wasim Bari - Wasim Raja - Zaheer Abbas | - Faoud Bacchus - Sylvester Clarke - Colin Croft - Joel Garner - Larry Gomes - Gordon Greenidge - Desmond Haynes - Michael Holding - Alvin Kallicharran - Clive Lloyd - Malcolm Marshall - Junior Murray - Derick Parry - Milton Pydanna - Viv Richards |

## One-Day Internationals

### Erstes ODI in Karachi
| 21. November Scorecard | Karachi | Pakistan 127-9 (40/40)            | – | West Indies 128-6 |
|                        |         | West Indies gewinnt mit 4 Wickets |   |                   |

### Zweites ODI in Sialkot
| 5. Dezember Scorecard | Sialkot | Pakistan 200-4 (40/40)            | – | West Indies 201-3 (35.3/40) |
|                       |         | West Indies gewinnt mit 7 Wickets |   |                             |

### Drittes ODI in Lahore
| 19. Dezember Scorecard | Lahore | West Indies 170-8 (40/40)      | – | Pakistan 163-6 (40/40) |
|                        |        | West Indies gewinnt mit 7 Runs |   |                        |

## Tests

### Erster Test in Lahore
| 24. – 29. November Scorecard | Lahore | Pakistan 369 (105.5) & 156-7 (73) | – | West Indies 297 (108.4) |
|                              |        | Remis                             |   |                         |

### Zweiter Test in Faisalabad
| 8. – 12. Dezember Scorecard | Faisalabad | West Indies 235 (77.3) & 242 (89.2) | – | Pakistan 176 (58.2) & 145 (50.4) |
|                             |            | West Indies gewinnt mit 156 Runs    |   |                                  |

### Dritter Test in Karachi
| 22. – 27. Dezember Scorecard | Karachi | Pakistan 128 (61.1) & 204-9 (84) | – | West Indies 169 (85.1) |
|                              |         | Remis                            |   |                        |

### Vierter Test in Multan
| 30. Dezember – 4. Januar Scorecard | Multan (IQB) | West Indies 249 (93.2) & 116-5 (42) | – | Pakistan 166 (57.2) |
|                                    |              | Remis                               |   |                     |